# I'd Do Anything
I'd Do Anything is de tweede single van de Canadese rockband Simple Plan. Het is afkomstig van het debuutalbum No Pads, No Helmets... Just Balls (19 maart 2002) en werd uitgegeven op 8 oktober 2002. Mark Hoppus, zanger van Blink-182 en +44, zingt mee in het nummer. Het nummer verscheen in Nederland en België niet in de hitlijsten. In Australië bereikte het de 11e plaats in de ARIA Hitseekers Singles Chart. In VS verscheen hij in de Billboard Hot 100, op 50.
I'd Do Anything is opgenomen in "Buzz Cuts", een lijst met de 30 beste alternatieve rocknummers, en tevens onderdeel van de soundtrack van de film The Hot Chick (2002).
Het nummer gaat over de breuk tussen een jongen en zijn vriendin, en zijn wanhopige pogingen om haar terug te krijgen. In de videoclip zie je jongens die proberen binnen te komen bij een concert van Simple Plan, en hiervoor indruk maken op de uitsmijter. Hoppus is ook te zien in de clip.
De video was een hit op Total Request Live, en programma van MTV.
De demo van het nummer, getiteld "Anything", is ook uitgegeven. Deze heeft andere tekst.

## Tracklist
| Nr. | Titel                        | Duur |
| --- | ---------------------------- | ---- |
| 1.  | I'd Do Anything              | 3:17 |
| 2.  | I'm Just a Kid (Albumversie) |      |
| 3.  | Perfect (Akoestisch)         |      |
| 4.  | God Must Hate Me             |      |

## Charts
| Land             | Charts          | Charts |
|                  | Hoogste positie |        |
| ---------------- | --------------- | ------ |
| Australië        | 11              |        |
| Verenigde Staten | 50              |        |